# The Hooters

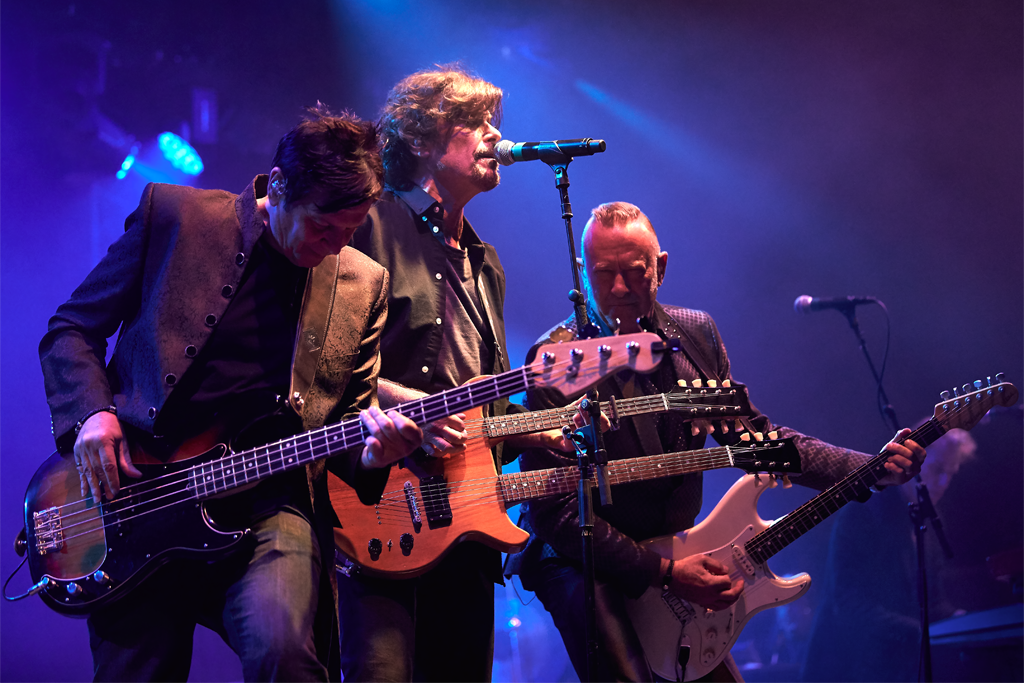
The Hooters under Nynäskalaset 2016.

The Hooters är en amerikansk rockgrupp, bildad 1980 i Philadelphia av Eric Bazilian och Rob Hyman. 
Hyman och Bazilian ombads att arrangera och spela på Cyndi Laupers debutalbum "She’s so unusual". Hitlåten från skivan, "Time after time", skrevs av Hyman och Cyndi Lauper.
1983 gav Hooters ut sitt första, självfinansierade album ”Amore” som i kraft av stor lokal uppbackning såldes i över 100 000 exemplar tack vare sin kraftfulla rock med inslag av både reagge och ska, och ledde till ett skivkontrakt med Columbia records. Tre av låtarna från "Amore", bl.a. singeln "All You Zombies" hamnade på Columbia-debuten "Nervous night" 1985, som sålde platina i USA. Branschledande Rolling Stone utnämnde dem till Årets Bästa Nya Band. Hooters spelade även som inledande band på Live Aid-galan i Philadelphia samma år.
1987 slog The Hooters igenom stort i Europa med singeln "Satellite" och albumet "One way home". Med tredje och sista albumet på Columbia "Zig Zag" från 1989, fick Hooters åter en hit i framförallt Sverige med singeln "500 Miles". Men Hooters hade då tappat sin popularitet i USA.. Året därpå medverkade bandet på Roger Waters The Wall-show i Berlin.  
1993 släpptes "Out of body" på MCA Records, men albumet sålde dåligt i USA, men gick hem desto bättre i bl.a. Tyskland och Sverige där "Boys will be boys" med Cyndi Lauper hamnade på Sverigetopplistan. Ricky Martin och Meja fick 2000 en stor världshit med en nyinspelning av låten "Private Emotion" från "Out of body" . 
1995 lades Hooters på is men återvände 2001, för regelbundna konserter. 2007 släppte The Hooters studioalbumet "Time Stand Still", som var det första sedan 1993. 2016 spelade bandet bl.a. på Sweden Rock Festival.
I maj 2023 släpptes studioalbumet "Rocking and Swing" som innehöll en blandning av ska, reggae och rock, med flera nyinspelningar av äldre kompositioner.

## Medlemmar
Nuvarande medlemmar
- Eric Bazilian – sång, gitarr, mandolin, munspel, saxofon, flöjt (1980–1995, 2001– )
- Rob Hyman – sång, keyboard, dragspel, melodica (1980–1995, 2001– )
- David Uosikkinen – trummor, slagverk (1980–1995, 2001– )
- John Lilley – gitarr, mandolin, keyboard, sång (1983–1995, 2001– )
- Fran Smith Jr. – basgitarr, sång (1987–1995, 2001– )
- Tommy Williams – sång, gitarr, mandolin, mandola (2010– )

Tidigare medlemmar
- Bobby Woods – basgitarr (1980–1983; avliden 2010)
- John Kuzma – gitarr (1980–1983; avliden 2011)
- Rob Miller – basgitarr, sång (1983–1984)
- Andy King – basgitarr, sång (1984–1987)
- Mindy Jostyn – violin, munspel, sång (1992–1994; avliden 2005)

## Diskografi
Studioalbum
- 1983 – Amore
- 1985 – Nervous Night
- 1987 – One Way Home
- 1989 – Zig Zag
- 1993 – Out of Body
- 2007 – Time Stand Still
- 2010 – Five by Five: EP
- 2023 – Rocking & Swing

Livealbum
- 1994 – The Hooters Live
- 2008 – Both Sides Live